# لئوناردو راموس
لئوناردو راموس (انگلیسی: Leonardo Ramos؛ زادهٔ ۱۱ سپتامبر ۱۹۶۹) بازیکن سابق فوتبال و مربی اهل اروگوئه است که در پست هافبک بازی می‌کرد. او مدیر فعلی باشگاه مونته ویدئو سیتی تورک است.
وی همچنین در تیم ملی فوتبال اروگوئه بازی کرده‌است.